# 斯圖季尼
50°52′57″N 24°51′37″E / 50.88250°N 24.86028°E
斯圖季尼（烏克蘭語：Студині），是烏克蘭的村落，位於該國西部沃倫州，由盧茨克區負責管轄，始建於1407年，面積1.47平方公里，海拔高度197米，2001年人口262，人口密度每平方公里178.23人。